# Crocidura brevicauda
Crocidura brevicauda és una espècie de mamífer eulipotifle de la família de les musaranyes (Soricidae). És endèmica de l'illa indonèsia de Sulawesi, on viu a altituds d'entre 2.300 i 2.500 msnm. L'holotip tenia una llargada de cap a gropa de 130 mm, la cua de 56 mm, les potes posteriors de 15 mm i les orelles de 9 mm. Pesava 12 g. Té el pelatge de color gris marronós a marró fosc. El seu nom específic, brevicauda, significa ‘cuacurta’ en llatí. Com que fou descoberta fa poc, l'estat de conservació d'aquesta espècie encara no ha estat avaluat formalment.